# Girondini
I girondini sono i membri di un gruppo politico rivoluzionario nato in Francia il 1º ottobre 1791, che partecipa con i propri deputati all'Assemblea legislativa e alla Convenzione Nazionale durante la Rivoluzione francese.
I Girondini, provenienti dal dipartimento della Gironda, fanno per lo più parte della borghesia provinciale dei grandi porti costieri. Fautori all'Assemblea legislativa della guerra contro l'Austria e del decentramento amministrativo, si confrontano aspramente con il gruppo dei Montagnardi nei primi mesi della Convenzione. Il club viene sciolto nel 1793 a seguito dell'insurrezione anti-girondina guidata da Robespierre; molti tra i suoi membri furono condannati a morte durante il Regime del Terrore.

## Nascita del club dei Girondini
Il club dei Girondini, nato nel 1791, è uno dei più importanti gruppi politici che prendono parte alla Rivoluzione francese. Questo gruppo è composto da notabili ex-foglianti dell'alta e media borghesia provinciale, di idee liberali e repubblicane e avversi al dirigismo economico. Il termine Girondini si spiega con l'origine dal dipartimento della Gironda della maggior parte dei loro deputati. All'epoca della rivoluzione, però, i Girondini vengono solitamente chiamati Brissottini, perché il loro capo è il giornalista Jacques Pierre Brissot, che per un periodo era stato membro del Club dei Giacobini.

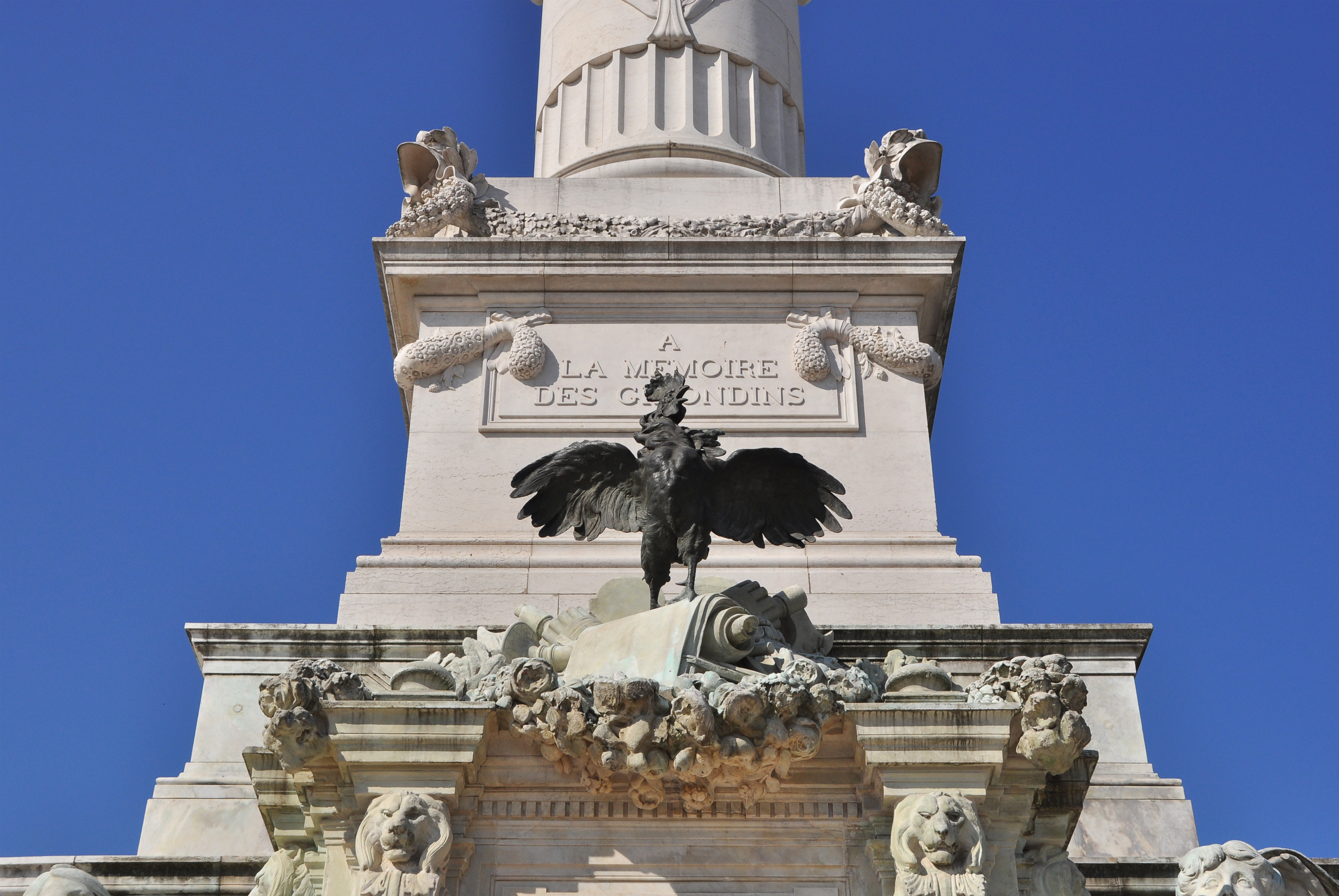
Particolare del monumento ai Girondini a Bordeaux

La denominazione di Girondini è più recente, diffusa soltanto all'inizio del XIX secolo, in particolare da Alphonse de Lamartine nella sua Storia dei Girondini. Oltre a Brissot, sono figure di spicco nel gruppo girondino Pierre Vergniaud, brillante avvocato di Bordeaux; il generale Charles François Dumouriez; il marchese di Condorcet, ultimo filosofo illuminista e uno dei pochi uomini favorevoli al diritto di voto delle donne; Jean-Marie Roland e sua moglie Manon Roland, animatrice di salotti intellettuali e tanto influente nel club che un altro nome dato ai Girondini è Rolandistes. In una posizione più sfumata, sedendo nella cosiddetta Pianura centrista, fu filo-girondino anche il deputato protestante François-Antoine de Boissy d'Anglas. Erano sostenuti anche da Teresa Cabarrus (futura Madame Tallien).
Fra i Girondini molti sono giornalisti o avvocati. Buoni oratori, colti, appassionati del dibattito intellettuale, sono assertori delle libertà civili e convinti che attraverso la diffusione di idee illuminate la società francese potrà rigenerarsi. Già prima della Rivoluzione vari futuri Girondini si erano impegnati contro la schiavitù nelle colonie; Brissot aveva fondato nel 1788 la Société des Amis des Noirs, di cui faceva parte anche Condorcet. Uno dei centri della elaborazione culturale girondina diventa poi il Cercle social (esistente dal 1790 al 1799), detto anche Confédération universelle des Amis de la Vérité, «un misto di club politico rivoluzionario, loggia massonica e salotto letterario», aperto a differenza degli altri club anche alle donne, dove si tengono conferenze pubbliche sui temi dell'unità del genere umano, del cosmopolitismo, della felicità e dell'utilità del sapere. Nella casa editrice omonima, nata nel 1791, Bouche de Fer e sovvenzionata da Roland, si pubblicano libri di filosofia, politica, letteratura e diversi periodici.

## I Girondini all'Assemblea legislativa
Nell'Assemblea legislativa i Girondini rappresentano, con i Giacobini, la sinistra repubblicana, all'opposizione rispetto alla maggioranza di monarchici costituzionali. Benché in minoranza, riescono però a esercitare una notevole influenza sugli eventi politici del periodo. In questa prima fase i confini fra i due gruppi della sinistra repubblicana sono molto sfumati, tanto che Brissot e vari suoi compagni fanno parte del club dei Giacobini.
I Girondini si vanno distinguendo dai Giacobini soprattutto sul tema della guerra rivoluzionaria: i primi ne sono fautori, gli altri contrari. Il 2 gennaio 1792 Brissot chiede all'Assemblea legislativa che la Francia dichiari guerra all'Austria, per la difesa della Rivoluzione in patria e per la liberazione dei popoli oppressi dall'assolutismo. Il conflitto conviene ai Girondini non soltanto per motivi ideologici, ma anche per assicurare quelle condizioni di emergenza che rafforzino il potere esecutivo e tengano occupata la massa dei sanculotti.
Sembra che Roland abbia dichiarato: «Dobbiamo far marciare le migliaia di uomini che abbiamo sotto le armi fin dove le gambe potranno portarli, altrimenti verranno a tagliarci la gola». Anche se per motivi opposti, sul tema della guerra i Girondini si trovano d'accordo con il re Luigi XVI, il quale vuole la guerra nella speranza di una sconfitta francese, che permetta di restaurare il potere assoluto. L'avversario che più si oppone alla guerra è invece Maximilien de Robespierre, capo dei Giacobini. Pensa che sia rischiosa per la Rivoluzione; inoltre diffida dell'idea di liberare con le armi i popoli stranieri: infatti «nessuno ama i missionari armati».
I Brissottini riescono a imporre la loro politica, provocando la caduta del ministero fogliante. Al suo posto il re nomina un ministero girondino, con Dumouriez ministro degli esteri, Roland ministro dell'interno, Étienne Clavière alle finanze: tutti fautori dell'intervento armato. E così il 20 aprile 1792 la guerra all’Austria è dichiarata. Nei primi mesi la Francia patisce vari insuccessi militari e viene invasa dall'esercito nemico; il re licenzia i ministri girondini e ricostituisce un governo fogliante.
Ma il pericolo che sta correndo la Francia esalta il patriottismo dei rivoluzionari francesi. In particolare, colpisce il proclama del comandante in capo degli eserciti coalizzati, il prussiano Duca di Brunswick, il quale chiede ai francesi la resa incondizionata, minacciando la distruzione e il saccheggio di Parigi se si fosse arrecato al re e alla famiglia reale il più piccolo oltraggio. L'odio popolare nei confronti dei nemici e del re, considerato loro complice, si accresce, fino a portare alla caduta della monarchia, il 10 agosto 1792.

## I Girondini alla Convenzione
Nello stesso mese di agosto l'Assemblea legislativa indice le elezioni per una nuova Assemblea costituente a suffragio universale maschile, la Convenzione nazionale, che avrebbe dovuto dare alla Francia un ordinamento repubblicano. Col suffragio universale maschile acquistano un ruolo politico quei cittadini che la costituzione del 1791 chiamava "passivi" ed escludeva dal diritto di voto.
Alla Convenzione la maggioranza dei seggi va ai Girondini e ai Montagnardi, ovvero l'ala radicale formata da Robespierre, Danton, Marat e dai loro seguaci, così chiamati perché durante le riunioni siedono nei banchi più in alto a sinistra. Ormai i rapporti fra Montagnardi e i più moderati Girondini sono estremamente tesi. Le due opposte fazioni decretano con voto unanime alla Convenzione la fine della monarchia (21 settembre 1792) e l'avvento della repubblica (22 settembre). I Foglianti vengono invece esclusi.
Ma i primi contrasti si delineano già tre giorni dopo, sulla questione del federalismo: i Girondini sono contrari all'accentramento e vogliono dare più potere alle realtà locali; la Montagna invece è a favore di una Francia "una e indivisibile" e riesce a far approvare un decreto in tal senso. Un'ulteriore occasione di conflitto è il processo al re. Robespierre e la Montagna si battono per la sua condanna, i Girondini temporeggiano, per timore che la morte di Luigi XVI scateni l'estremismo della piazza. Il 17 gennaio 1793 a maggioranza la Convenzione si dichiara a favore della condanna capitale del sovrano: una sconfitta per i Girondini, che approfondisce il solco che già li divideva dai Montagnardi.
La difficile situazione della Francia rivoluzionaria - stretta fra la guerra all'Austria, le guerre di Vandea e la carestia - spinge poi la Montagna a imporre leggi severe per reprimere ogni dissenso. In questo quadro il 10 marzo viene istituito il Tribunale rivoluzionario, ovvero un tribunale speciale «...che si occuperà di ogni atto controrivoluzionario, di ogni attentato contro la libertà, l'uguaglianza, l'unità, l'indivisibilità della Repubblica, la sicurezza interna ed esterna dello Stato, e di ogni complotto tendente a ristabilire la monarchia». Il 6 aprile nasce il Comitato di salute pubblica, formato da nove membri, fra cui nessun girondino; il suo compito è di vigilare sull'operato dei ministri.

## La fine dei Girondini

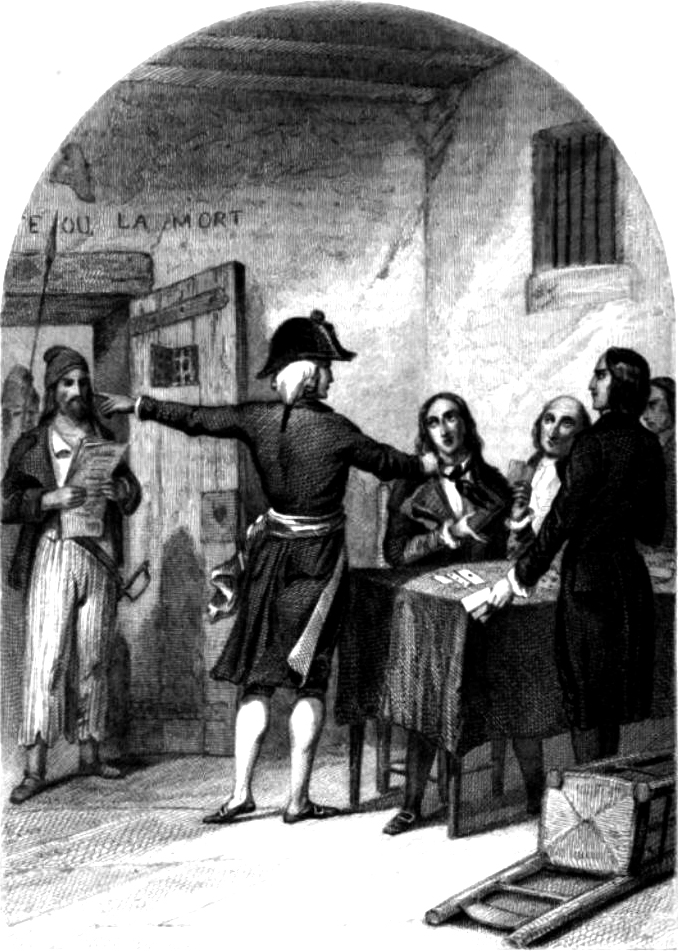
I Girondini a La Force Prison dopo il loro arresto

I deputati della Gironda gridano alla dittatura, ma ormai la loro forza è in declino. I sanculotti vedono in loro dei nemici della rivoluzione, colpevoli della crisi economica e delle sconfitte militari, e pretendono che siano cacciati dalla Convenzione. La contrarietà dei Girondini a un calmiere sui prezzi, che a loro avviso sarebbe un attentato alla proprietà privata, li espone all'accusa di essere indifferenti alla miseria del popolo. Le sconfitte e poi il tradimento del generale Dumouriez, fuggito in Austria il 4 aprile 1793 assieme a Luigi Filippo, duca di Chartres (il futuro Re dei Francesi nel 1830), aggravano agli occhi dell'opinione pubblica la posizione dei Girondini. Il 26 maggio, al club dei Giacobini, Robespierre si scaglia contro Brissot e i suoi, accusandoli di complotto controrivoluzionario e di corruzione: « [...] invito il popolo a insorgere nella Convenzione nazionale contro i deputati corrotti», dice.
Il 5 aprile 1793 i giacobini avanzarono una petizione per chiedere la destituzione dei deputati girondini considerati complici del tradimento di Dumouriez e dei rovesci in Vandea. La risposta fu la messa in stato di accusa di Jean-Paul Marat, ispiratore della petizione, che però venne immediatamente scagionato dal tribunale, sancendo un'ulteriore sconfitta dei girondini.

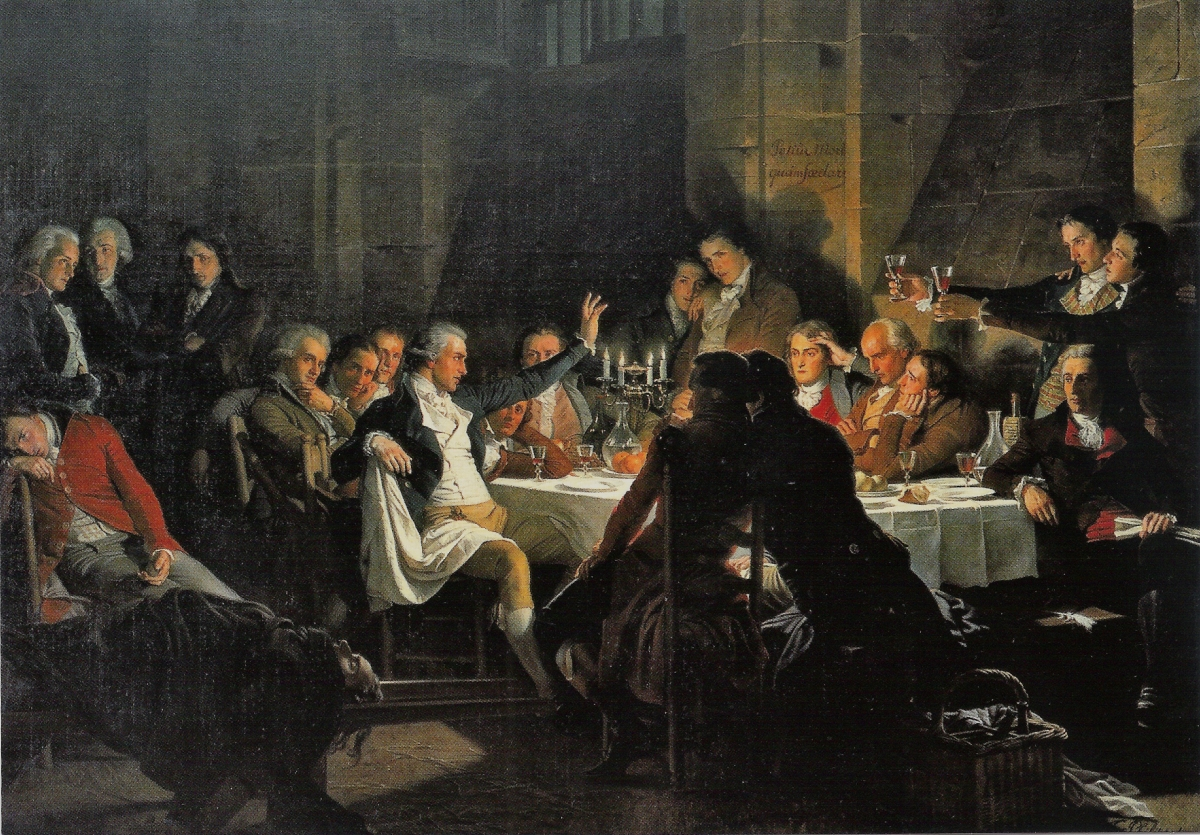
I girondini riuniti prima di essere giudicati (30 ottobre 1793)

Il 31 maggio c'è una prima manifestazione dei sanculotti contro i Girondini, che si conclude di fatto con un colpo di Stato. La successiva insurrezione del 2 giugno è imponente. Davanti al palazzo delle Tuileries, dove è riunita da tre giorni di fila la Convenzione, si schierano circa 80 000 manifestanti, sostenuti dalla Guardia nazionale con più di 150 cannoni. I deputati non possono uscire, l'atmosfera è tesa. Uno dei collaboratori di Robespierre, Georges Couthon (che già l'anno prima definì i Girondini «gente fina, sottile, intrigante, e soprattutto estremamente ambiziosa [che] vogliono la Repubblica [ma] la vogliono perché l'opinione pubblica si è pronunciata, ma desiderano l'aristocrazia, vogliono perpetuarsi con la loro influenza, avere a disposizione i posti, gli impieghi, soprattutto il tesoro della Repubblica»), prende la parola e chiede che i 27 deputati e i due ministri girondini, Étienne Clavière e Pierre Lebrun, siano messi agli arresti domiciliari. La Convenzione, sotto assedio, è obbligata ad approvare. «L'Assemblea era come piombata nello stupore», commenta nelle sue memorie il montagnardo René Levasseur. Nella seduta del 1º giugno 1793, Vergniaud grida dal suo banco la celebre frase: «Portate un bicchiere di sangue, il cittadino Couthon ha sete!». Furono dichiarati fuorilegge e proscritti in tutto 31 capi girondini, seguiti da 73 deputati che avevano protestato. Tra i primi, i cosiddetti "22 girondini" indicati nella petizione di Marat. I 73 deputati sono dichiarati decaduti dalla Convenzione, ma vengono risparmiati dall'arresto su richiesta di Robespierre. Solo dopo il termidoro saranno reintegrati nelle loro funzioni.

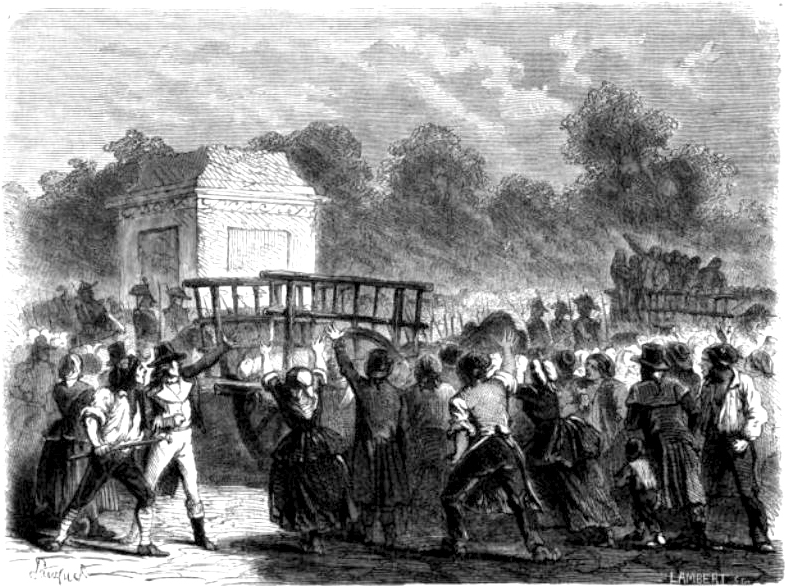
Esecuzione di Girondini

La liquidazione del gruppo girondino non resta senza conseguenze. Una giovane donna di provincia, monarchica costituzionale, ma che si è avvicinata ai girondini in fuga in Normandia, Charlotte Corday, si reca a Parigi per assassinare Marat, che considera uno dei maggiori responsabili del Regime del Terrore. Entrata con uno stratagemma in casa sua, il 13 luglio 1793 Charlotte Corday pugnala il deputato giacobino mentre è nella vasca da bagno. L'autrice del delitto viene arrestata e ghigliottinata il 17 luglio; al processo aveva dichiarato: « [...] ho ucciso un uomo per salvarne centomila». È un'illusione: nel luglio 1793 il regime del Terrore è solo ai suoi inizi. La Convenzione approva poi anche la legge dei sospetti, il calendario rivoluzionario francese e il sistema metrico decimale. Inizia il governo montagnardo. Non è la legge dei sospetti "terroristica", tuttavia, già in discussione, ma lo statalismo e il centralismo contro il federalismo liberale, a sancire la frattura iniziale tra girondini e giacobini. La stessa esecuzione del re avvenne sotto un governo ancora molto girondino, e tutti i deputati girondini votarono per la colpevolezza, sebbene molti tentarono di bloccare l'esecuzione o votarono per una pena alternativa.
La fine dei Girondini è tragica. Tutti i "22 girondini" perdono la vita. Brissot, Vergniaud, Lebrun e altri diciotto capi, dopo un breve processo (24 – 30 ottobre 1793) finiscono sulla ghigliottina il 31 ottobre. Charles Éléonor Dufriche-Valazé si uccide durante il processo.
Clavière, in procinto di essere condannato anche lui, si suicida in carcere l'8 dicembre. 

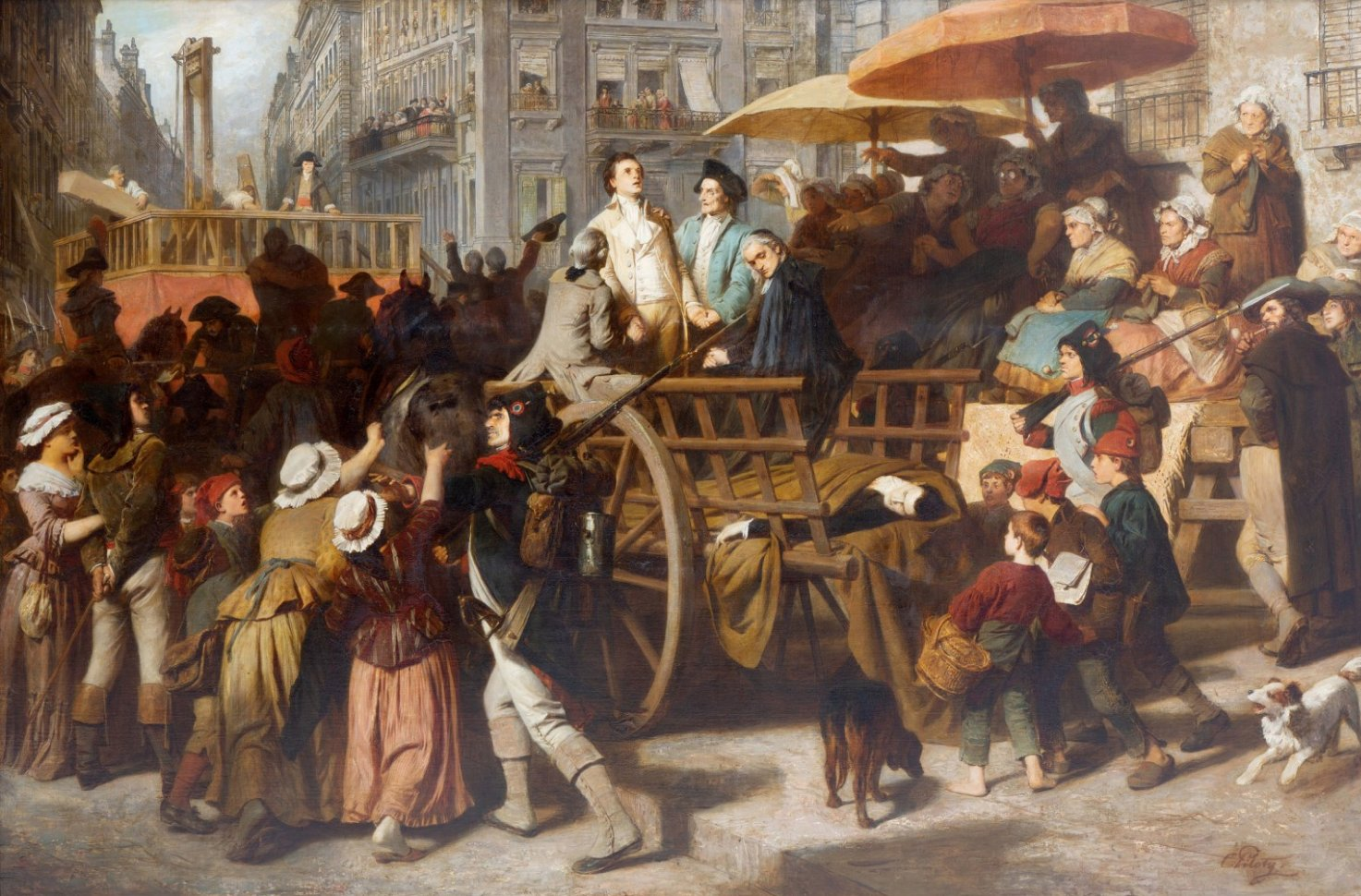
Brissot, Vergniaud e gli altri portati alla ghigliottina il 31 ottobre 1793

I 21 ghigliottinati sono sepolti al cimitero della Madeleine.
Molti dei 31 capi, tra cui 4 dei 29 messi fuorilegge il 1º giugno, fuggono (ad esempio Buzot, Salle, Pétion, Kervélégan, Mollevaut, Barbaroux, Louvet, Giroust, Bussy, Bergoeing, Lesage, Duchastel, Roland, Condorcet e Henry-Larivière; tra di loro diversi vengono catturati e muoiono ghigliottinati, uccisi sommariamente o suicidi tra il 1793 e il 1794).
L'8 novembre compare davanti ai giudici Manon Roland; condannata, sale sul patibolo il giorno stesso. Roland, rifugiato in Normandia, si trafigge il cuore con un pugnale, lasciando un biglietto con queste parole: «nell'apprendere la morte di mia moglie, non ho voluto restare un giorno di più sopra una terra macchiata di delitti». Probabile suicida è anche Condorcet (1794), catturato mentre si allontanava da Parigi dopo cinque mesi di latitanza.

## Dopo il Terrore
Dopo la reazione termidoriana (27 luglio 1794), i girondini superstiti si unirono ai nuovi governanti moderati e poi sostennero il Direttorio. Alcuni continuarono la carriera politica in ruoli importanti. Tutti i girondini proscritti ancora vivi rimasti in Francia (tra cui Mercier e Louvet de Couvray e La Révellière-Lépeaux), furono reintegrati nei loro incarichi dopo il 9 termidoro.
L'ex deputato convenzionale girondino della Pianura François-Antoine de Boissy d'Anglas, scampato al Terrore grazie al suo passaggio all'area mista centrista, fu per un periodo Presidente della Convenzione termidoriana e membro del nuovo Comitato di salute pubblica partecipando direttamente alla stesura della Costituzione francese del 1795. Egli fu alleato per un periodo dell'ex giacobino termidoriano Louis-Marie-Stanislas Fréron, uno dei più attivi nella repressione del Club dei giacobini (chiuso alla fine del 1794) durante il cosiddetto primo Terrore bianco anti-montagnardo. Fu proscritto dopo il colpo di Stato del 18 fruttidoro (1797) e in seguito sostenne Napoleone dal 1799 in poi. Con la seconda restaurazione fu nominato membro della Camera dei Pari.
Dumouriez rimase in Inghilterra fino alla morte nel 1823, mentre Teresa Cabarrus, scampata due volte alla ghigliottina grazie alla sua relazione col giacobino poi termidoriano Jean-Lambert Tallien (riuscendo a salvare anche diversi Girondini) fu un importante protagonista della vita politica e mondana del periodo seguente, e soprannominata Nostra Signora del Termidoro per il ruolo svolto durante il colpo di Stato che rovesciò Robespierre e i suoi fedeli.
Louis-Marie de La Révellière-Lépeaux fu invece membro del Direttorio.
Gli ultimi girondini e i loro eredi ideologici, i liberali dottrinari furono tra i principali sostenitori della monarchia di luglio instaurata nel 1830.

## Esponenti

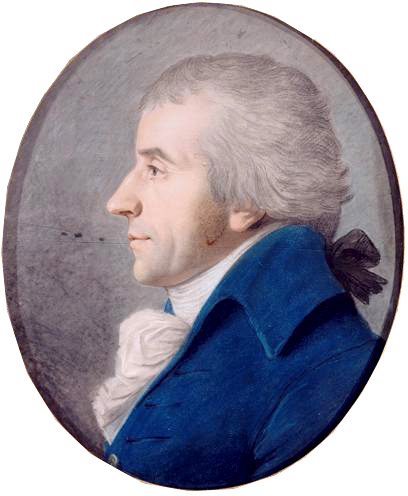
Jacques Pierre Brissot
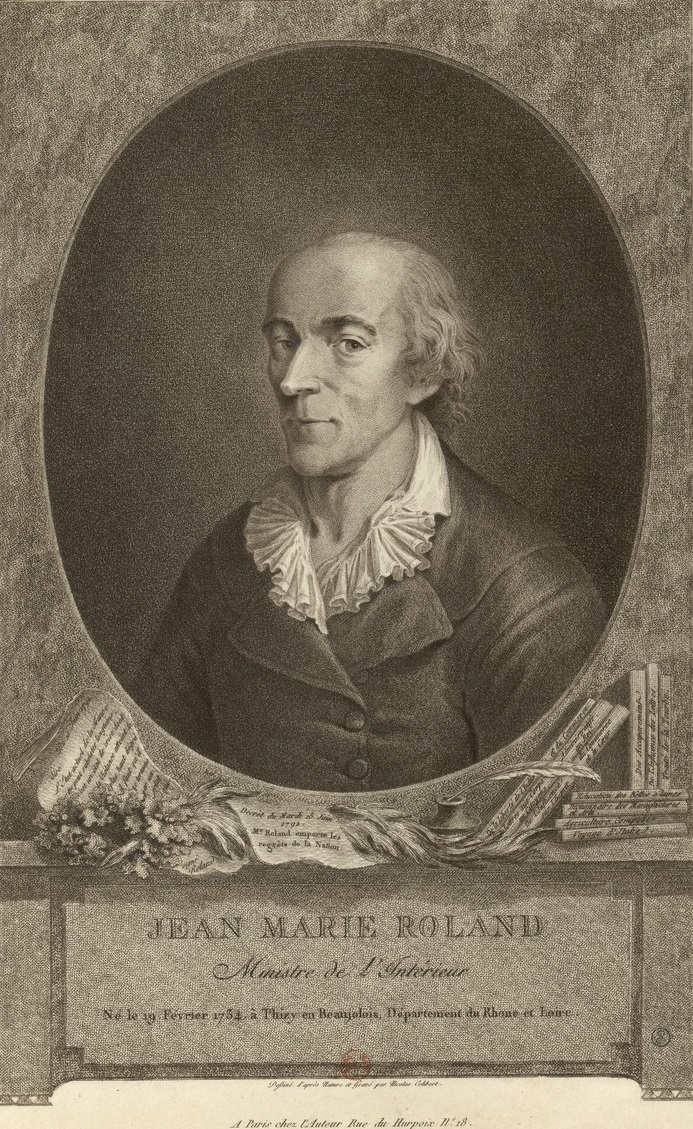
Jean-Marie Roland
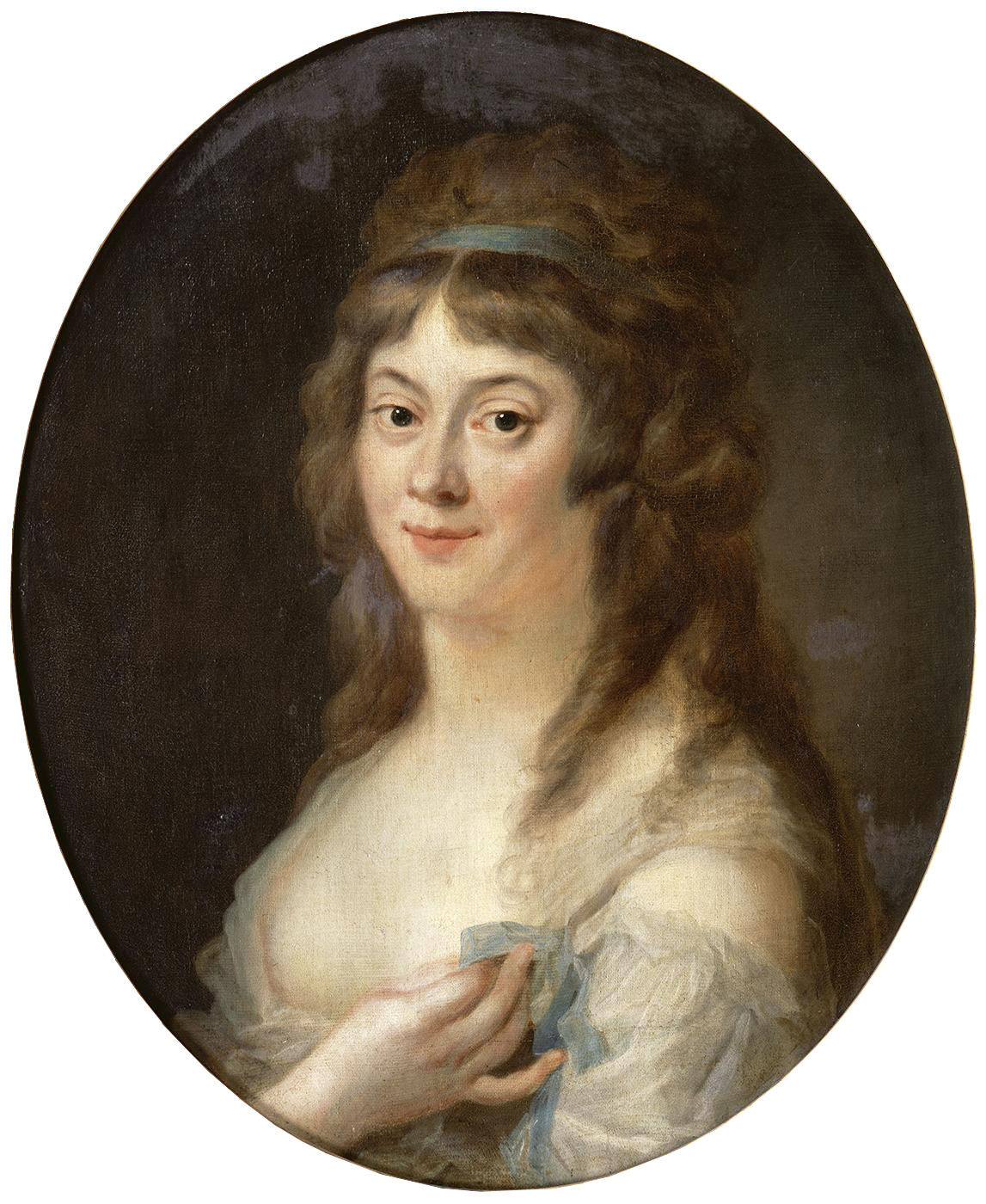
Marie-Jeanne Roland de la Platière
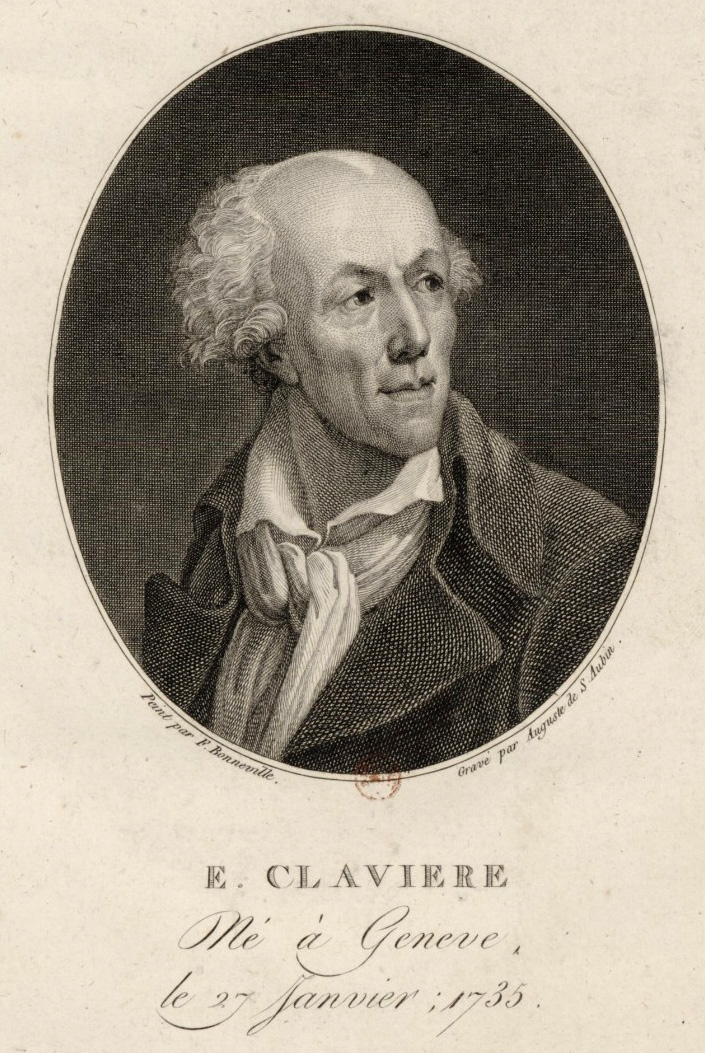
Étienne Clavière
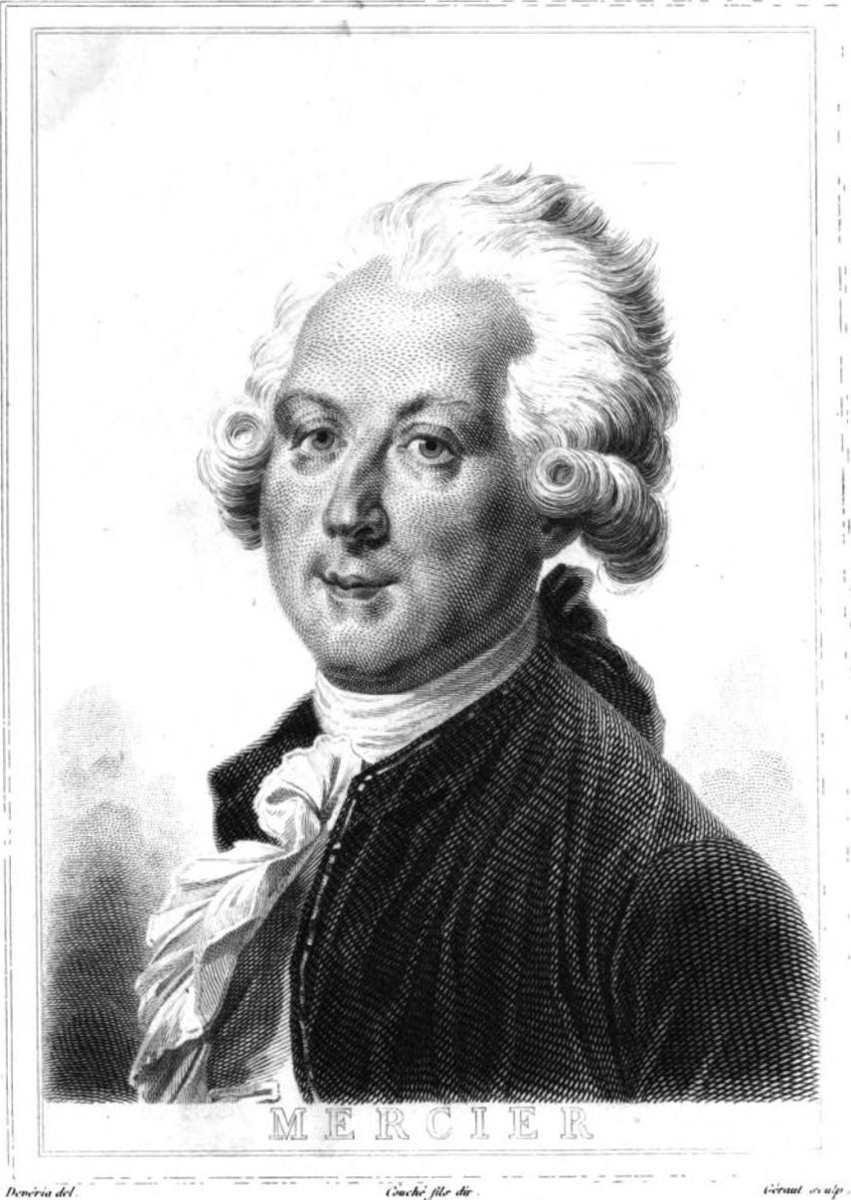
Louis-Sébastien Mercier
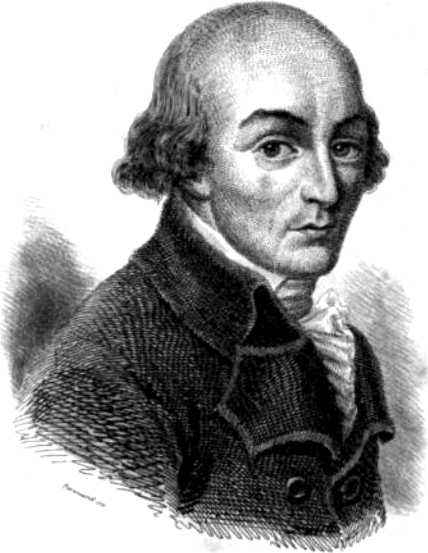
Jean-Baptiste Louvet de Couvray
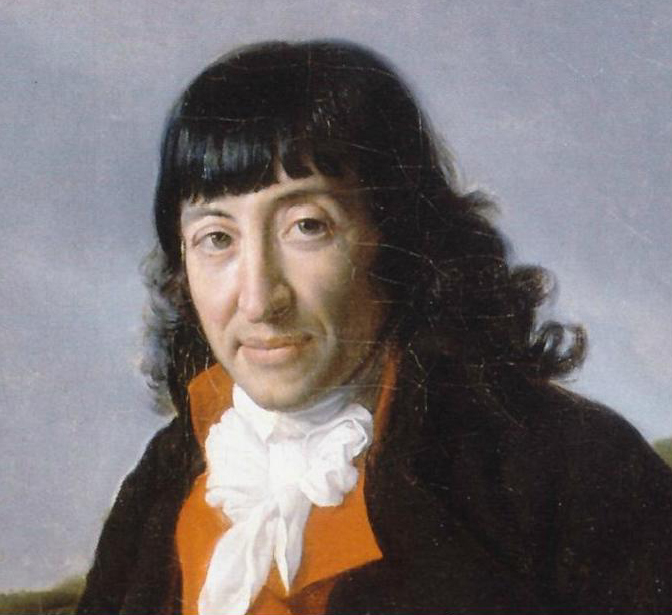
Louis-Marie de La Révellière-Lépeaux
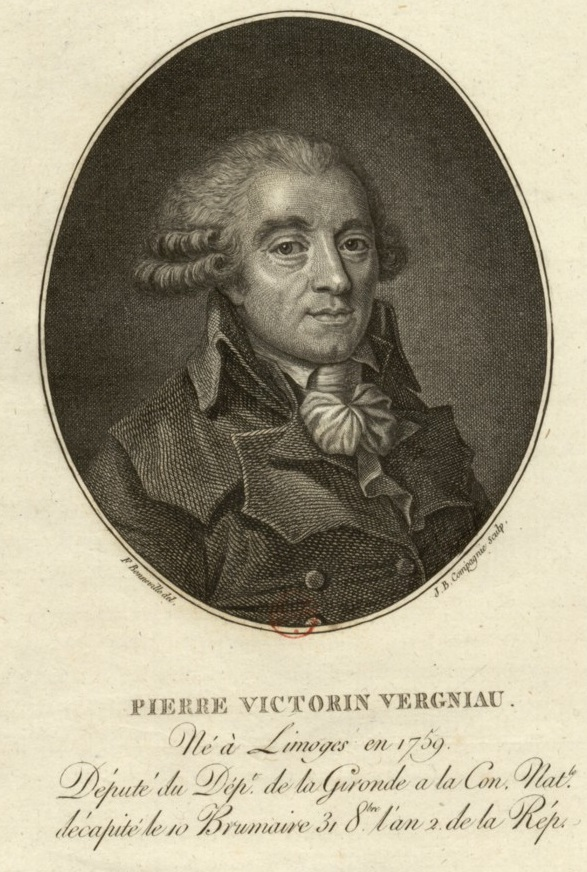
Pierre Victurnien Vergniaud
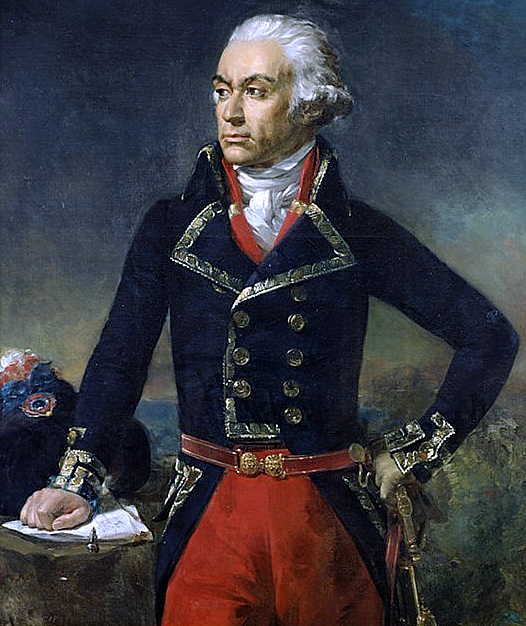
Charles François Dumouriez
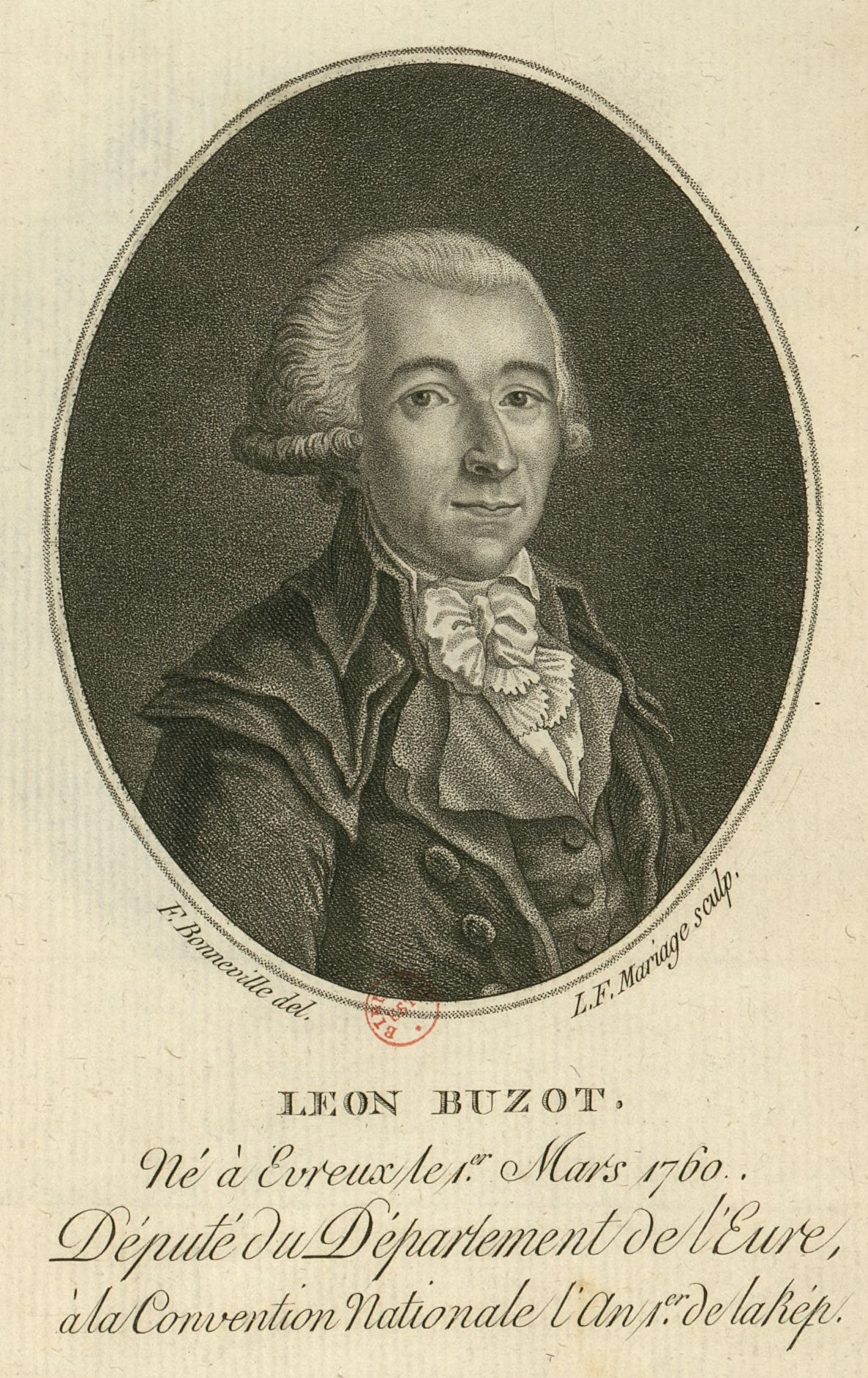
François Buzot
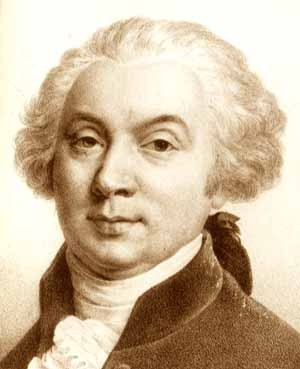
Jérôme Pétion de Villeneuve
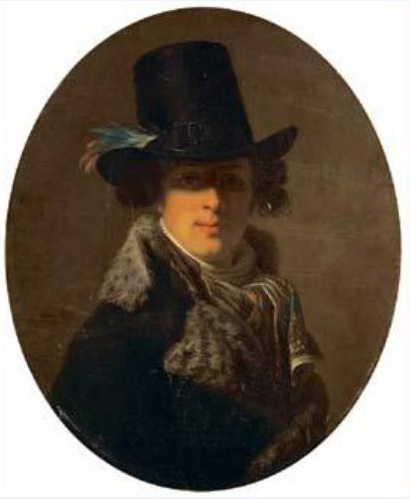
Charles Jean Marie Barbaroux
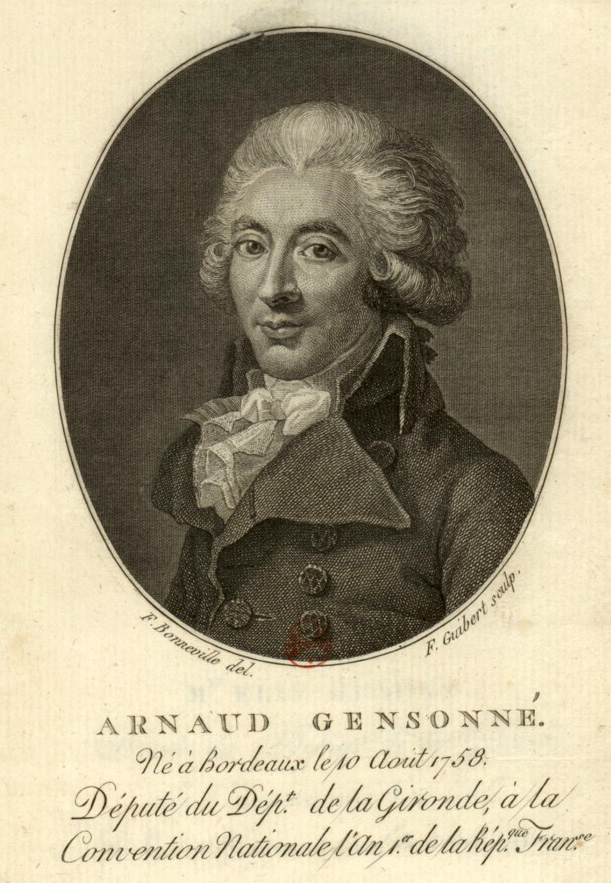
Armand Gensonné
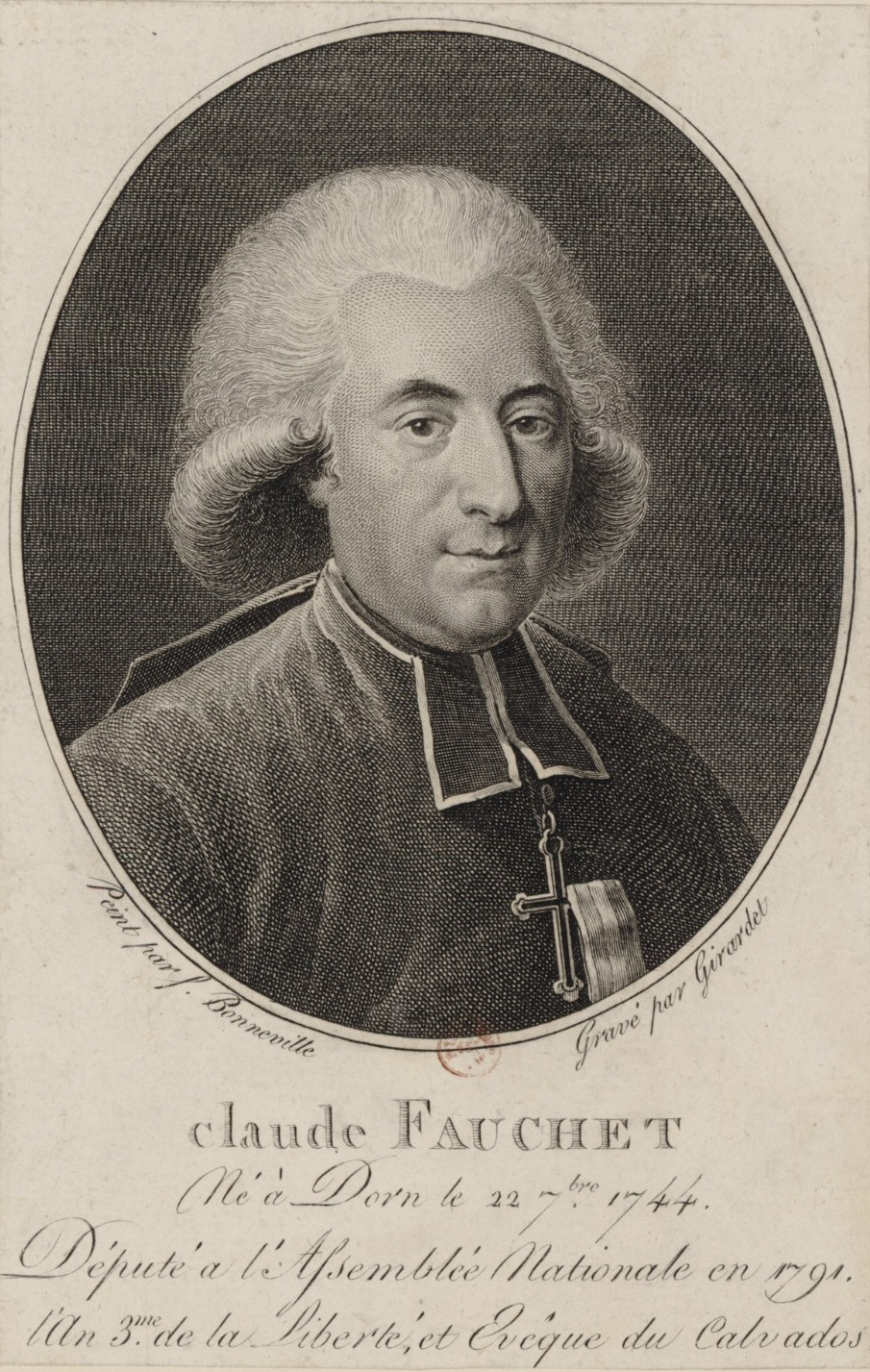
Claude Fauchet
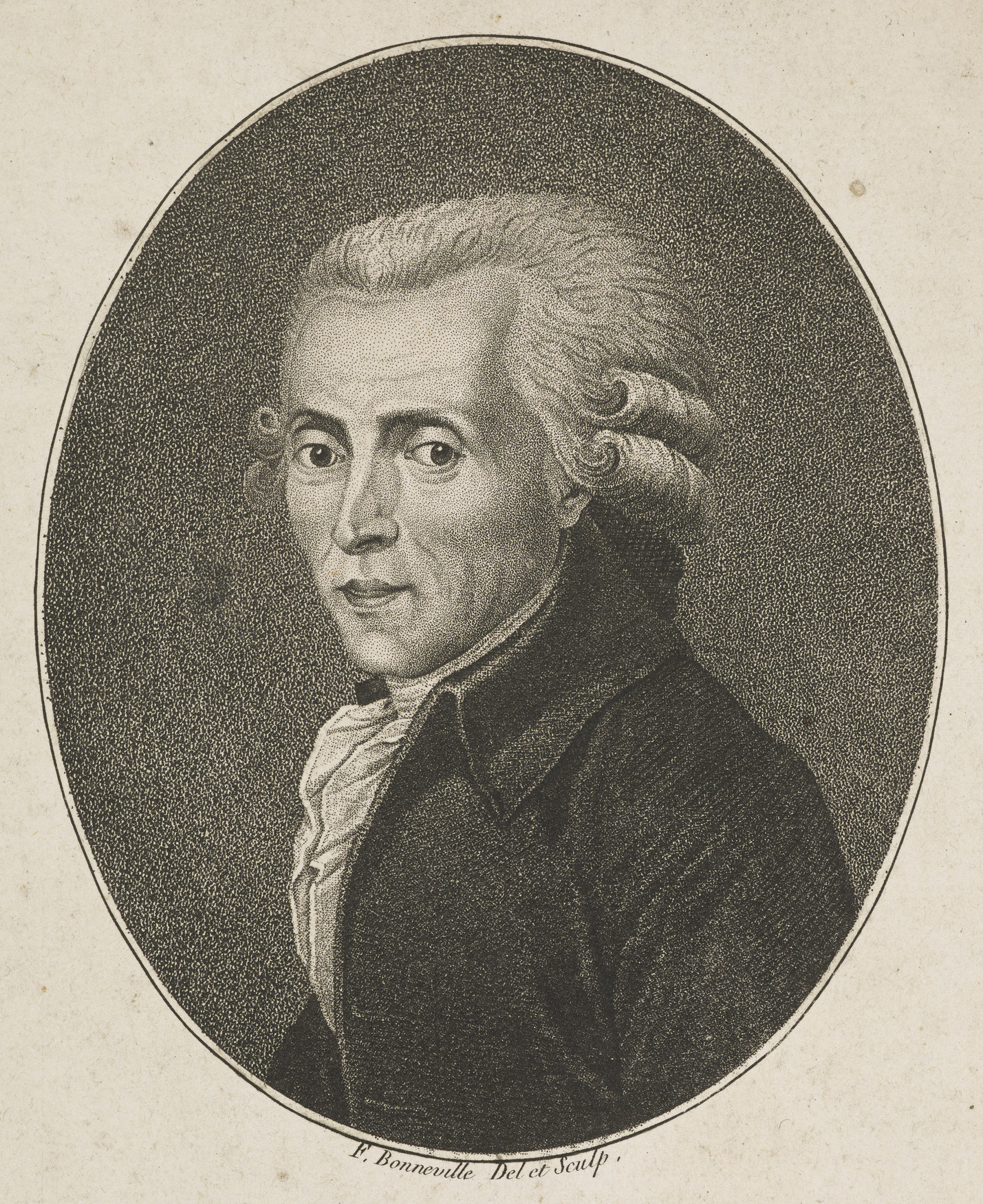
Pierre Henri Hélène Tondu
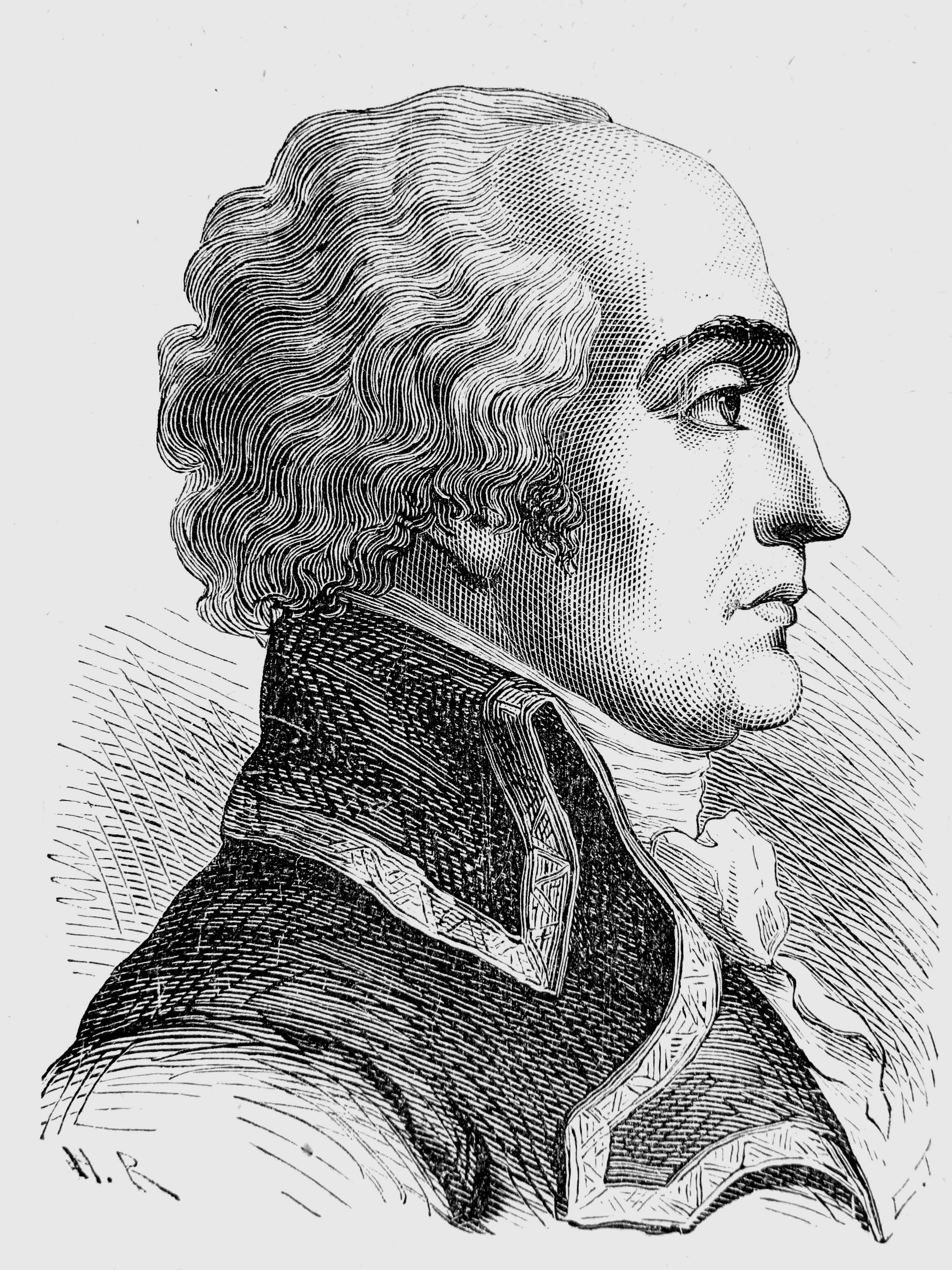
Joseph Marie Servan de Gerbey
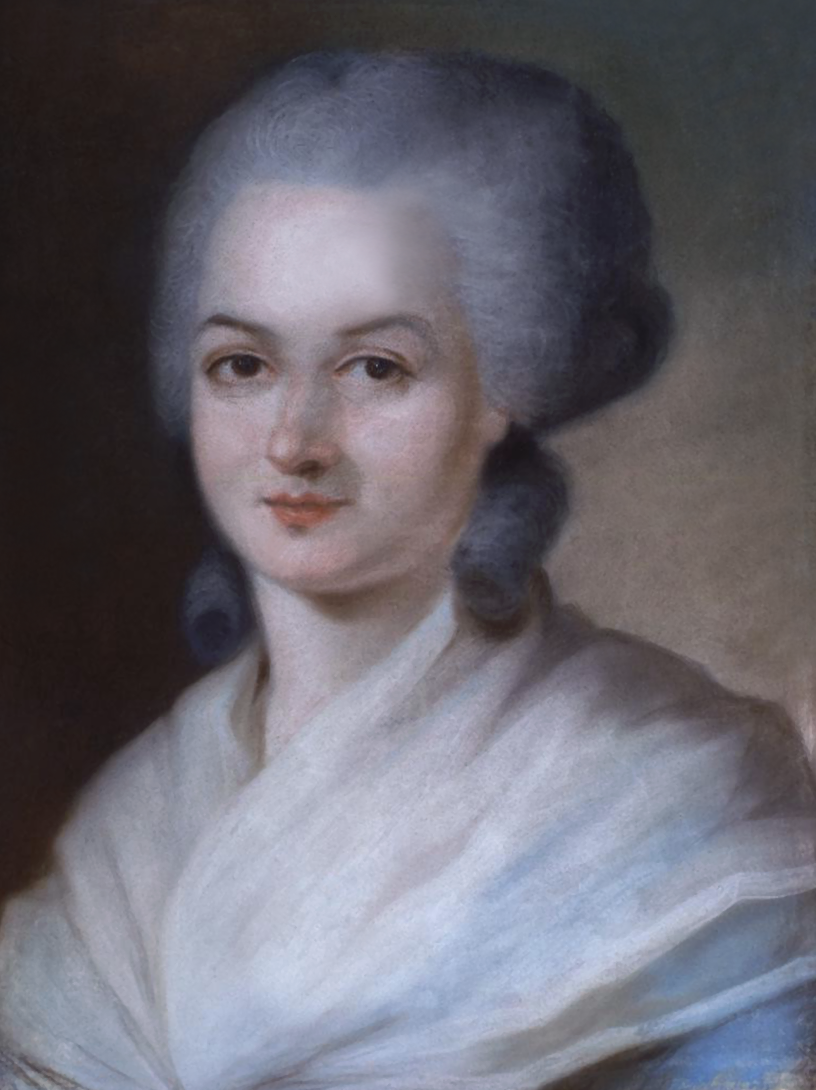
Olympe de Gouges
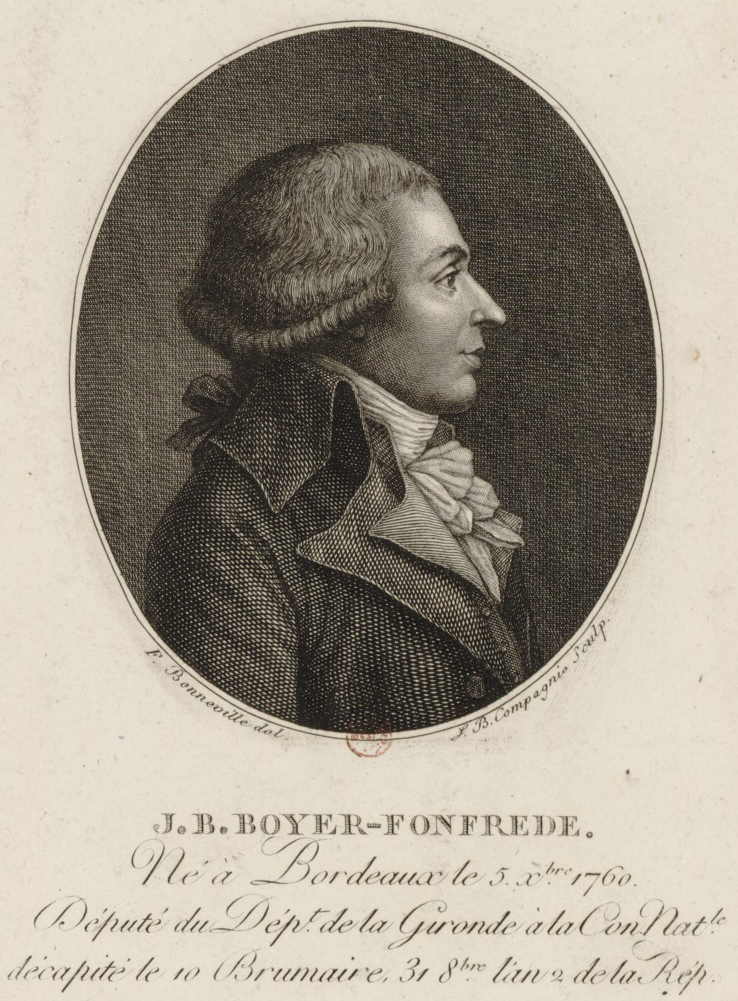
Jean-Baptiste Boyer-Fonfrède
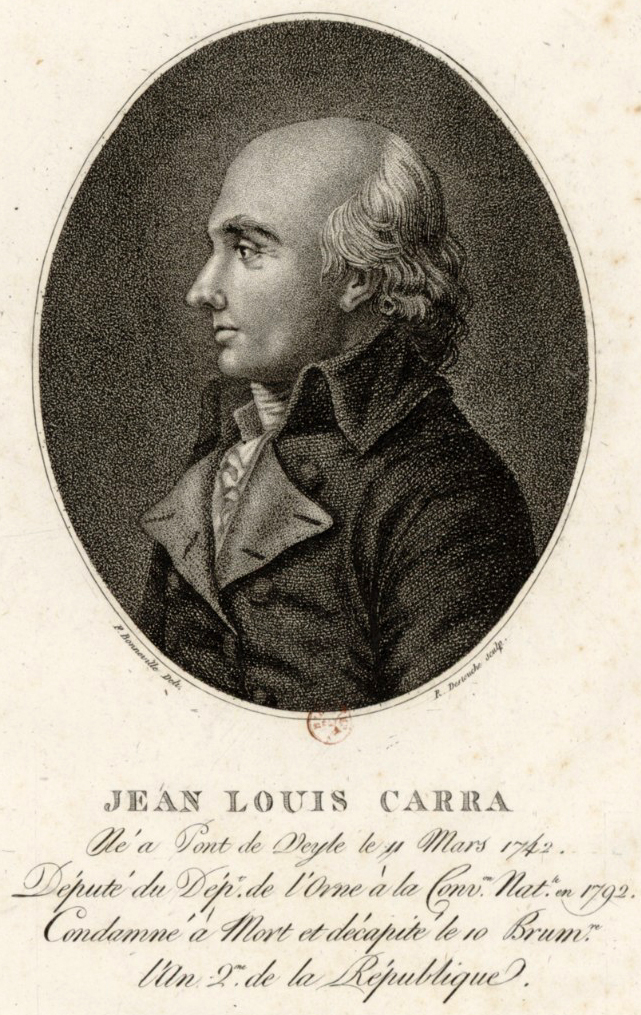
Jean-Louis Carra
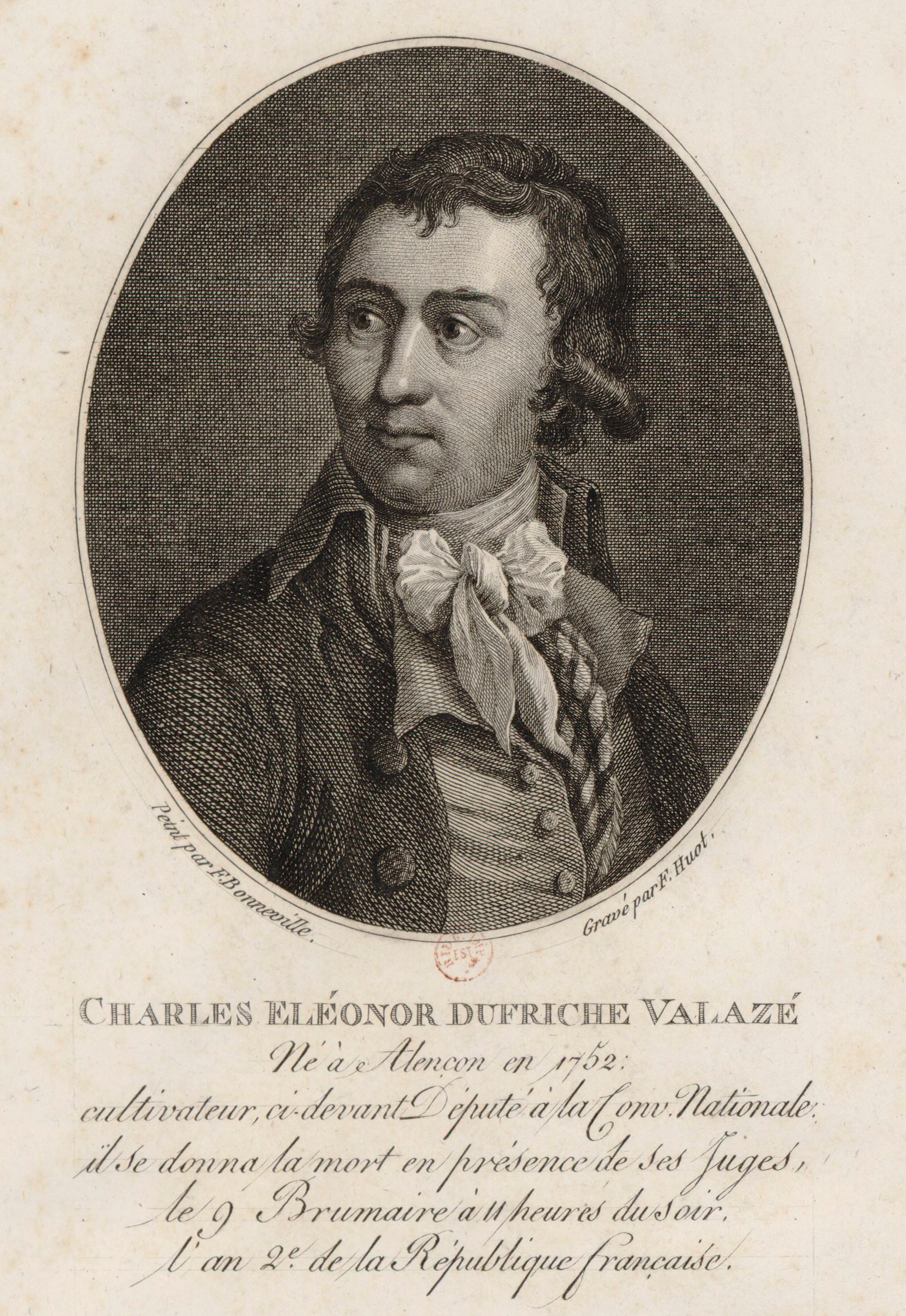
Charles Éléonor Dufriche-Valazé

### Simpatizzanti

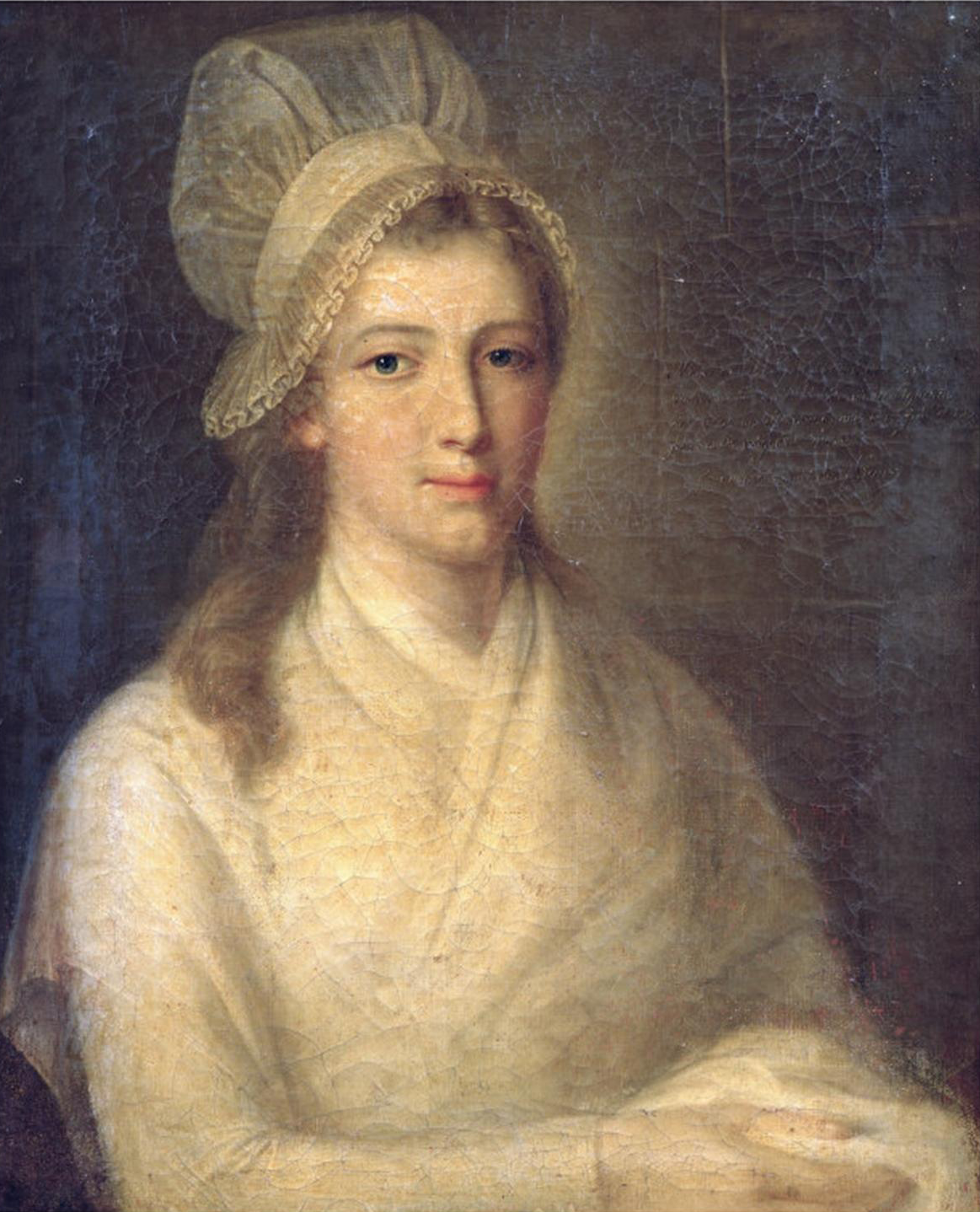
Charlotte Corday
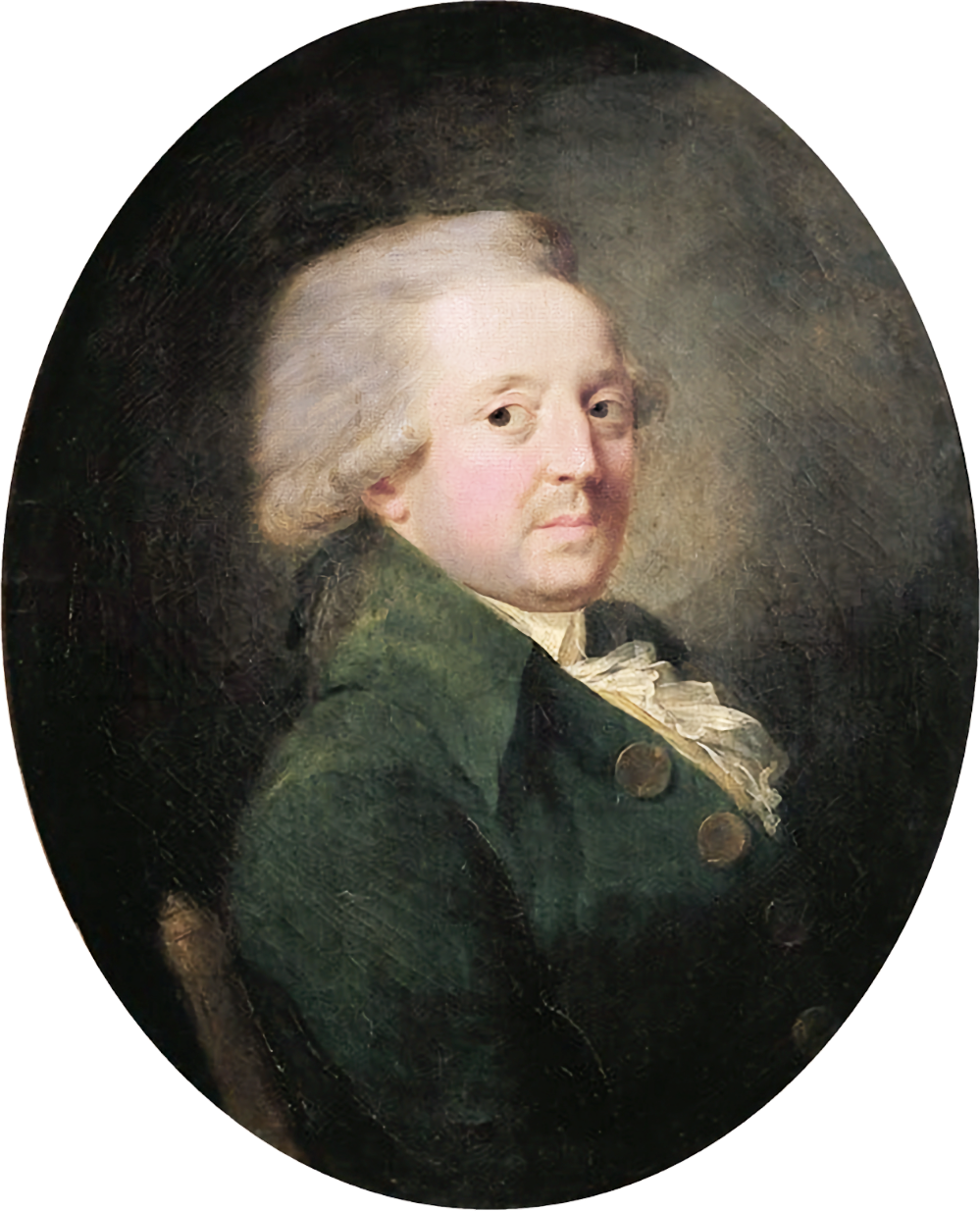
Nicolas de Condorcet
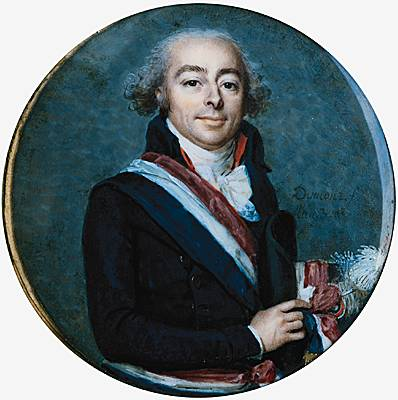
François-Antoine de Boissy d'Anglas
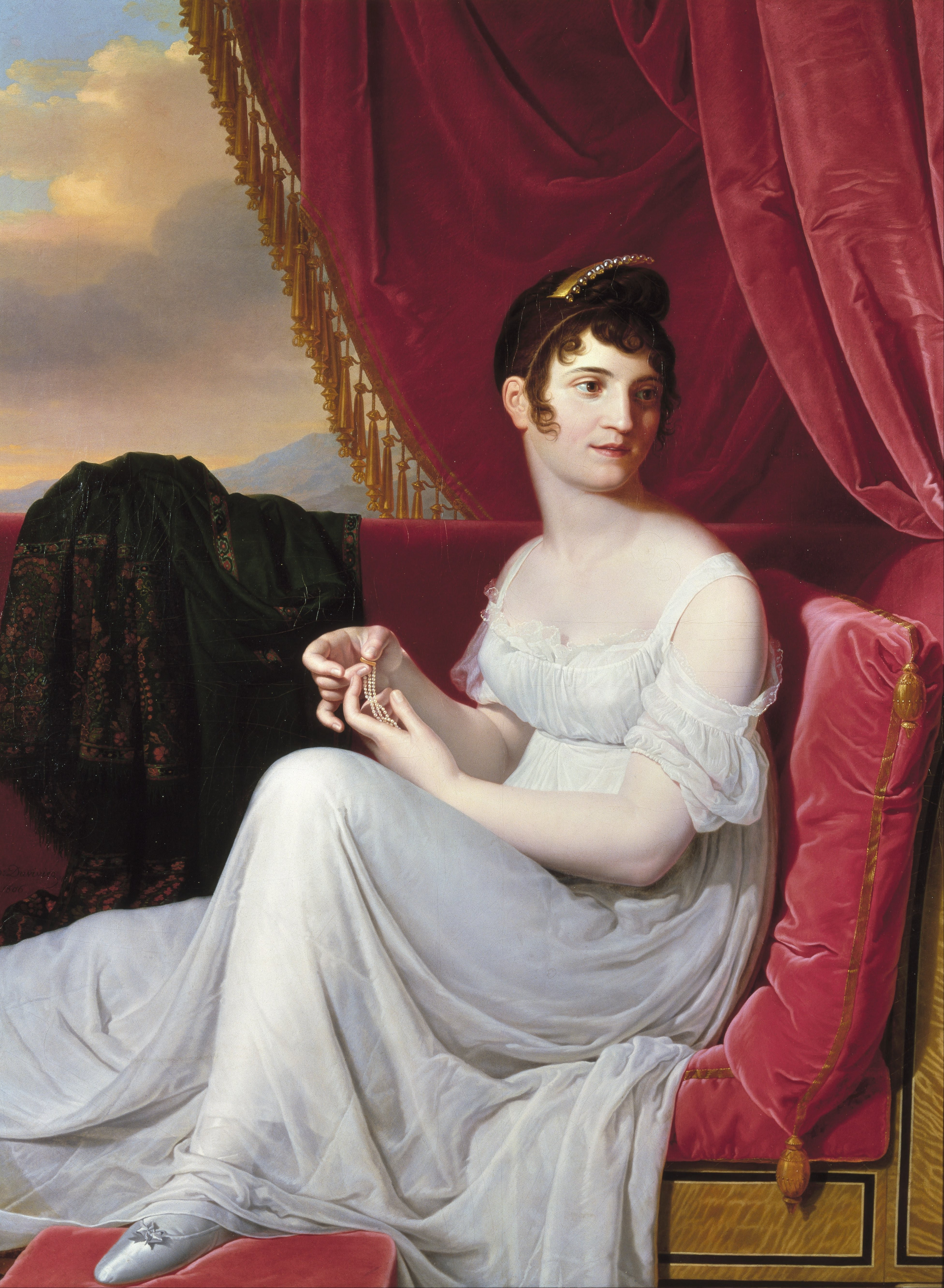
Teresa Cabarrus de Tallien
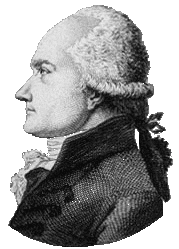
Jean-Denis Lanjuinais